# 1994-es magyar birkózóbajnokság
Az 1994-es magyar birkózóbajnokság a nyolcvanhetedik magyar bajnokság volt. A kötöttfogású bajnokságot június 4-én rendezték meg Dunaújvárosban, a Dunaferr sportcsarnokában, a szabadfogású bajnokságot pedig június 11-én Budapesten, a csepeli sportcsarnokban.

## Eredmények

### Férfi kötöttfogás
| Versenyszám | Arany                             | Arany | Ezüst                              | Ezüst | Bronz                     | Bronz |
| ----------- | --------------------------------- | ----- | ---------------------------------- | ----- | ------------------------- | ----- |
| 48 kg       | Szarka Imre Ferencvárosi TC       |       | Marosvölgyi János Csepel SC        |       | Óváry László BVSC         |       |
| 52 kg       | Hamzók József Kalocsa SE          |       | Vadász Csaba Dunaferr SE           |       | Micskei László Vasas SC   |       |
| 57 kg       | Ivancsics Géza Bp. Spartacus      |       | Tihanics Tibor Vasas SC            |       | Cseri Attila Csepel SC    |       |
| 62 kg       | Györe István Bp. Spartacus        |       | Bodai László Szegedi VSE           |       | Lakatos Zoltán BVSC       |       |
| 68 kg       | Ubrankovics Csaba Ferencvárosi TC |       | Ubrankovics Zoltán Ferencvárosi TC |       | Szuromi József Vasas SC   |       |
| 74 kg       | Repka Attila Diósgyőri BC         |       | Berzicza Tamás Zalahús SC          |       | Takács János Vasas SC     |       |
| 82 kg       | Komáromi Tibor Ferencvárosi TC    |       | Simita Zsolt BVSC                  |       | Kapuvári Gábor Újpesti TE |       |
| 90 kg       | Takács Ferenc BVSC                |       | Farkas Péter Újpesti TE            |       | Gelénesi Nándor Csepel SC |       |
| 100 kg      | Glázer József Csepel SC           |       | Bacsa Péter Csepel SC              |       | Major Sándor BVSC         |       |
| 130 kg      | Kékes György Újpesti TE           |       | Gombos Zsolt BVSC                  |       | Klauz László Csepel SC    |       |

### Férfi szabadfogás
| Versenyszám | Arany                         | Arany | Ezüst                        | Ezüst | Bronz                              | Bronz |
| ----------- | ----------------------------- | ----- | ---------------------------- | ----- | ---------------------------------- | ----- |
| 48 kg       | Óváry László BVSC             |       | Horváth László Haladás VSE   |       | Marosvölgyi János Csepel SC        |       |
| 52 kg       | Pillik József Csepel SC       |       | Bíró László Ferencvárosi TC  |       | Vígh Attila Diósgyőri BC           |       |
| 57 kg       | Nagy Béla Csepel SC           |       | Tihanics Tibor Vasas SC      |       | Südi Gábor Bp. Spartacus           |       |
| 62 kg       | Schmidgunszt László Csepel SC |       | Bánkuti Zsolt Csepel SC      |       | Demeter István Újpesti TE          |       |
| 68 kg       | Elekes Endre Csepel SC        |       | Sillai Csaba BVSC            |       | Manczák Engelbert Honvéd Szondi SE |       |
| 74 kg       | Mészáros István Csepel SC     |       | Fórizs János Csepel SC       |       | Lakatos Győző Diósgyőri BC         |       |
| 82 kg       | Dvorák László BVSC            |       | Gergő Sándor Szigethalom SC  |       | Berecz Sándor Dunaferr SE          |       |
| 90 kg       | Bacsa Péter Csepel SC         |       | Gyuris Menyhért Szegedi VSE  |       | Aubéli Ottó Csepel SC              |       |
| 100 kg      | Tóth Gábor Csepel SC          |       | Gelénesi Nándor Csepel SC    |       | Glázer József Csepel SC            |       |
| 130 kg      | Gombos Zsolt BVSC             |       | Balogh Tibor Ferencvárosi TC |       | Valentényi Sándor Dunaferr SE      |       |